# Sadowoje (Kaliningrad, Nesterow, Iljuschino)
Sadowoje (russisch Садовое, deutsch Jentkutkampen, 1938–1945 Burgkampen) ist ein Ort in der russischen Oblast Kaliningrad. Er gehört zur kommunalen Selbstverwaltungseinheit Stadtkreis Nesterow im Rajon Nesterow.

## Geographische Lage
Sadowoje liegt 15 Kilometer nordwestlich von Nesterow (Stallupönen/Ebenrode) an einer Nebenstraße, die Wesnowo (Kussen) an der Regionalstraße 27A-025 (ex R508) mit der Regionalstraße 27A-059 (ex R 510) nördlich von Nesterow verbindet. Ein Bahnanschluss besteht nicht mehr. Vor 1945 war das fünf Kilometer entfernte Swirgallen (1936–1938 Schwirgallen, 1938–1945 Eichhagen) Bahnstation an der Strecke von Tilsit (heute russisch: Sowetsk) nach Stallupönen (1938–1945 Ebenrode).

## Ortsname
Der Ortsname Sadowoje kommt im Rajon Nesterow noch einmal vor und bezeichnet das ehemals Elluschönen (1938–1945 Ellern) genannte Dorf im früheren Landkreis Goldap.

## Geschichte
Am 24. Juni 1874 wurde das damals Jentkutkampen genannte Dorf namensgebender Ort und Sitz eines Amtsbezirks. Er gehörte zum Landkreis Stallupönen (1938–1945 Ebenrode) im Regierungsbezirk Gumbinnen der preußischen Provinz Ostpreußen. Am 3. Juni 1938 (mit amtlicher Bestätigung vom 16. Juli 1938) wurde Jenkutkampen in „Burgkampen“ umbenannt.
Im Jahr 1945 kam der Ort unter sowjetische Verwaltung. Im Jahr 1947 bekam der Ort den russischen Namen Sadowoje und wurde gleichzeitig dem Dorfsowjet Sawetinski selski Sowet im Rajon Nesterow zugeordnet. Seit vor 1988 war Sadowoje selber Verwaltungssitz dieses Dorfsowjets. Von 2008 bis 2018 gehörte der Ort zur Landgemeinde Iljuschinskoje selskoje posselenije und seither zum Stadtkreis Nesterow.

### Einwohnerentwicklung
| Jahr | Einwohner |
| ---- | --------- |
| 1910 | 578       |
| 1933 | 560       |
| 1939 | 598       |
| 2002 | 572       |
| 2010 | 519       |

### Amtsbezirk Jentkutkampen (Burgkampen)
Zwischen 1874 und 1945 war Jentkutkampen bzw. Burgkampen Amtsdorf für insgesamt zwölf Gemeinden, die im gesamten Zeitraum zum Amtsbezirk gehörten:
| Name (bis 1938)               | Name (1938–1946) | Russischer Name |
| ----------------------------- | ---------------- | --------------- |
| Bersbrüden                    | Bersbrüden       | Worontschowo    |
| Eymenischken                  | Eimental         | --              |
| Grieben                       | Grieben          | Gribanowo       |
| Jentkutkampen                 | Burgkampen       | Sadowoje        |
| Romanuppen                    | Mildenheim       | --              |
| Schillgallen                  | Heimfelde        | Baturino        |
| Schockwethen                  | Randau           | Schilino        |
| Seekampen                     | Seekampen        | Panfilowo       |
| Ströhlkehmen                  | Ströhlen         | --              |
| Uszdeggen ab 1936: Uschdeggen | Raineck          | Simonowka       |
| Walleykehmen                  | Teichacker       | --              |
| Wittkampen                    | Wittkampen       | --              |

## Kirche
Mit seiner überwiegend evangelischen Bevölkerung war Jentkutkampen bzw. Burgkampen vor 1945 in das Kirchspiel Kattenau (russisch: Sawety) eingepfarrt. Es gehörte zum Kirchenkreis Stallupönen (1938–1946 Ebenrode) in der Kirchenprovinz Ostpreußen der Kirche der Altpreußischen Union. Letzter deutscher Geistlicher war Pfarrer Klaus Wegner.
War in der Zeit der Sowjetunion alles kirchliche Leben untersagt, so bildete sich in den 1990er Jahren im Nachbarort Babuschkino (Groß Degesen) eine evangelische Gemeinde. Sie gliederte sich der Propstei Kaliningrad innerhalb der Evangelisch-Lutherischen Kirche Europäisches Russland (ELKER) ein. Das zuständige Pfarramt ist das der Salzburger Kirche in Gussew (Gumbinnen).